# NGC 98
Az NGC 98 egy spirálgalaxis a Phoenix (Főnix) csillagképben.

## Felfedezése
Az NGC 98 galaxist John Herschel fedezte fel 1834. szeptember 6-án.

## Tudományos adatok
A galaxis 6175 km/s sebességgel távolodik tőlünk.